# Prima o poi (Gemelli DiVersi)
Prima o poi è un singolo dei Gemelli DiVersi, secondo singolo estratto dall'album Reality Show del 2004, quinto album del gruppo hip hop milanese.

## Tracce
1. Prima o poi – 4:25